# Вимірювальна інформація
Вимі́рювальна інформа́ція — інформація про вимірювані величини та залежності між ними у вигляді сукупності їх значень До вимірювальної інформації можуть також входити дані про похибку вимірювань, про число вимірювань тощо.
Вимірювальна інформація про значення вимірюваної величини надходить від первинних вимірювальних перетворювачів у вигляді вимірювального сигналу — енергетичного носія вимірювальної інформації.
Отримання вимірювальної інформації про розміри фізичної величини здійснюється формуванням і перетворенням вимірювальних сигналів шляхом модуляції і кодування за допомогою засобів вимірювань з використанням допоміжних технічних засобів, в тому числі обчислювальних. Для формування і перетворення вимірювальних сигналів, обов'язковою є наявність відповідного носія, здатного сприймати вимірювальну інформацію і відображати її у вигляді зміни (приросту) своїх інформаційних параметрів.
Основу процесів відображення інформації при формуванні і перетворенні вимірювальних сигналів становлять модуляція і кодування, які органічно пов'язані між собою і окремо не існують. Модулюються інформаційні параметри носія інформації, а кодується вимірювальна інформація. Кодування — відображення різноманітності однієї множини різноманітністю іншої. Відображення фізичним аналогом називається аналоговим кодуванням. Відображення інформації умовними знаками (символами), зокрема цифровими, називається цифровим кодуванням. На основі цього відрізняють аналогові та цифрові вимірювальні сигнали і аналогову та цифрову форми вимірювальної інформації.
В остаточному підсумку вимірювальна інформація повинна бути виражена у формі, сприйманій органами чуття (зір, слух) і її одержують в зумовлено конкретній формі повідомлення: у вигляді чисел, масштабних діаграм, взаємного розташування покажчика відносно шкали тощо.